# ارواین (کالیفرنیا)
ارواین (به انگلیسی: Irvine) یک شهر در جنوب ایالت کالیفرنیا است. ارواین در اورنج کانتی (به انگلیسی: Orange County) و میان نیوپورت بیچ (به انگلیسی: Newport Beach) و توستین (به انگلیسی: Tustin) واقع شده‌است. «شرکت ارواین» این شهر را در دهه شصت طراحی کرده بود. آن‌ها این شهر را به محله‌ها تقسیم کردند. هر محله طراحی‌های مشابه، خانه‌ها، مراکز تجاری و مدرسه‌ها دارد. در سال ۲۰۱۶ , جمعیت ارواین ۲۵۸٬۳۸۶ نفر بود. بر حسب اداره آمار از سال ۲۰۰۷, درآمد متوسط یک خانواده در ارواین ۹۸٬۹۲۳–۱۱۱٬۴۵۵ دلار بود، پس ارواین هفتمین شهر ثروتمند در آمریکا با جمعیت بیش از۶۵٬۰۰۰ نفر است.
اداره کل بسیاری از شرکت‌های بزرگ همچون تاکو بل (به انگلیسی: Taco Bell) و آلرگان (به انگلیسی: Allergan) و ماسیمو (به انگلیسی: Mossimo) در ارواین قرار دارند. ارواین مراکز آموزش عالی زیادی دارد. دانشگاه کالیفرنیا در ارواین (به انگلیسی: University of California, Irvine) و دانشگاه کونکوردیا (به انگلیسی: Concordia University) و کالج ارواین ولي (به انگلیسی: Irvine Valley College) و غیره آنجا هستند. گذشته از این، دانشگاه کالیفرنیا در ارواین در اینجا قرار دارد.
این شهر از لحاظ موقعیت‌های کاری و تحصیل و شهرسازی و نحوه زندگی در سال ۲۰۰۸ در CNNMONEY.COM رده چهارم بهترین شهر ایالات متحده را به خود اختصاص داد.
ارواین جمعیت آمریکایی ایرانی‌تبار بسیار بالایی دارد. به‌طور نمونه، رئیس پلیس این شهر یک ایرانیست. و جالب است بدانید از نظر Federal Bureau of Investigation مردم این شهر در ژوئن ۲۰۱۰ مرتکب کمترین جرم‌های سنگین شده‌اند و در ایالات متحده از این لحاظ در رده اول قرار گرفتند.